# Eurybrachys rubrescens
Eurybrachys rubrescens är en insektsart som beskrevs av Walker 1857. Eurybrachys rubrescens ingår i släktet Eurybrachys och familjen Eurybrachidae. Inga underarter finns listade i Catalogue of Life.